# Забрдени (Лерин)
Забрдени или Забрдани (грч. Λόφοι, Лофи) је насеље у Грчкој у општини Лерин, периферија Западна Македонија. Према попису из 2021. било је 289 становника.
Македонски историчар Тодор Симовски, 1998. године наводи да је Забрдени словенско насеље.

## Становништво
| Година       | 1951 | 1961 | 1971 | 1981 | 1991 | 2001 | 2011 |
| ------------ | ---- | ---- | ---- | ---- | ---- | ---- | ---- |
| Становништво | 514  | 541  | 443  | 458  | 470  | 445  | 355  |